# Бенда, Олдрих
Олдрих (Олдрич) Бенда (словац. Oldrich Benda; 1924—1999) — чехословацкий учёный; член Академии наук Чехии, вице-президент Академии наук Словакии.

## Биография
Родился 18 ноября 1924 года в районе Липтовски-Микулаш Первой Чехословацкой республики.
В 1947 году окончил с отличием Словацкую высшую школу техники (СВШТ, Братислава; ныне Словацкий технический университет в Братиславе) и был оставлен для работы в ней. В 1955 году был избран помощником доцента, в  1957 году — доцентом, 1964 году — профессором, в 1970 году стал заведующим кафедрой. 
В 1953—1956 годах был заместителем декана факультета электротехники, деканом факультета был с 1960 по 1962 год. С 1967 года — доктор технических наук.
Олдрих Бенда был крупным ученым в области электротехники, автором свыше 100 научных трудов по теоретической электротехнике, электрофизике, электронике и электродинамике.
Почётный доктор Московского энергетического института (1985). 31 марта 1994 года был избран иностранным членом Российской академии наук (Отделение физико-технических проблем энергетики).
Умер 11 июля 1999 года в Братиславе.